# Tilbage til fremtiden II
Tilbage til fremtiden II er en amerikansk science fiction-film fra 1989, instrueret af Robert Zemeckis. Det er efterfølgeren til Tilbage til fremtiden.

## Handling
Doc Brown (Christopher Lloyd) er lige rejst 30 år frem i tiden, men få minutter senere kommer han tilbage fra fremtiden. MartyMcFly (Michael J. Fox) og hans kæreste Jennifers børn er i fare. Straks rejser de tilbage til fremtiden og Doc er nødt til at give Jennifer noget så hun besvimer, fordi hun virkede alt for interesseret i fremtiden og hvor de bor, og hun vil se deres bryllup. Men desværre er den gamle Biff (Thomas F. Wilson) der og det hele bliver noget værre rod.

## Medvirkende
- Michael J. Fox: Marty McFly
- Christopher Lloyd: Dr. Emmett Brown
- Lea Thompson: Lorraine
- Thomas F. Wilson: Biff/Griff
- Harry Waters, Jr.: Marvin Barry
- Elisabeth Shue: Jennifer
- Charles Fleischer: Terry
- Flea (Michael Balzary): Needles
- James Tolkan: Strickland
- Jeffrey Weissman: George McFly
- Elijah Wood: Dreng ved videospil